# Mistrzostwa Świata w Lekkoatletyce 1983 – siedmiobój kobiet

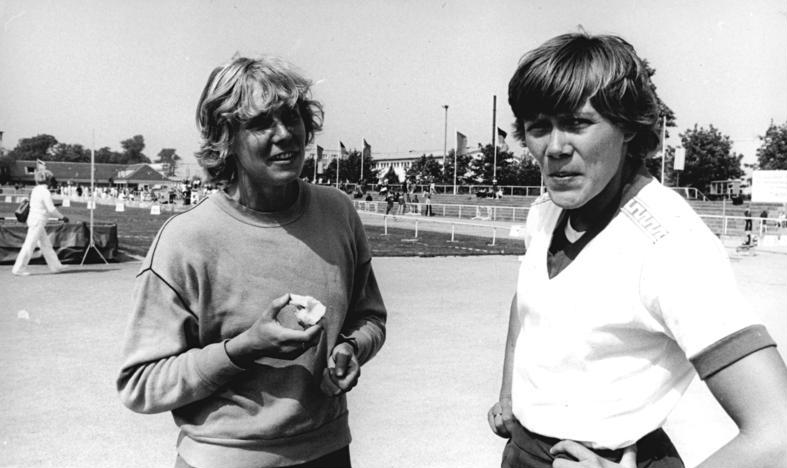
Wicemistrzyni świata Sabine Paetz (z prawej) i brązowa medalistka Anke Vater

Siedmiobój kobiet – jedna z konkurencji rozgrywanych podczas lekkoatletycznych mistrzostw świata w 1983 na Stadionie Olimpijskim w Helsinkach. Reprezentantki Niemieckiej Republiki Demokratycznej zdobyły wszystkie medale.

## Terminarz
| Data       | Konkurencje                                                        |
| ---------- | ------------------------------------------------------------------ |
| 8 sierpnia | bieg na 100 m przez płotki skok wzwyż pchnięcie kulą bieg na 200 m |
| 9 sierpnia | skok w dal rzut oszczepem bieg na 800 m                            |

## Rekordy
|               | Zawodniczka    | Wynik       | Miejsce | Data               |
| ------------- | -------------- | ----------- | ------- | ------------------ |
| Rekord świata | Ramona Neubert | 6836 (6935) | Moskwa  | 18–19 czerwca 1983 |

## Wyniki
| Poz. | Zawodniczka          | Punkty      | 100 m ppł | Wzwyż  | Kula    | 200 m   | W dal  | Oszczep | 800 m   |
| ---- | -------------------- | ----------- | --------- | ------ | ------- | ------- | ------ | ------- | ------- |
| 1    | Ramona Neubert       | 6714 (6770) | 13,29 s   | 1,80 m | 15,38 m | 23,27 s | 6,67 m | 45,12 m | 2:11,34 |
| 2    | Sabine Paetz         | 6662 (6713) | 13,11 s   | 1,83 m | 14,23 m | 23,60 s | 6,68 m | 44,52 m | 2:11,59 |
| 3    | Anke Vater           | 6532 (6525) | 13,58 s   | 1,86 m | 14,05 m | 23,49 s | 6,32 m | 37,84 m | 2:05,64 |
| 4    | Sabine Everts        | 6398 (6388) | 13,50 s   | 1,86 m | 12,32 m | 23,82 s | 6,46 m | 36,36 m | 2:06,80 |
| 5    | Walentina Dimitrowa  | 6362 (6344) | 14,21 s   | 1,80 m | 15,67 m | 25,08 s | 6,11 m | 44,60 m | 2:08,10 |
| 6    | Jekatierina Smirnowa | 6321 (6277) | 13,36 s   | 1,83 m | 13,77 m | 24,48 s | 5,66 m | 45,76 m | 2:10,98 |
| 7    | Glynis Nunn          | 6195 (6131) | 13,48 s   | 1,89 m | 14,00 m | 24,76 s | 6,02 m | 37,08 m | 2:10,96 |
| 8    | Tineke Hidding       | 6155 (6104) | 13,77 s   | 1,77 m | 12,22 m | 24,19 s | 6,30 m | 38,62 m | 2:12,46 |
| 9    | Annette Tånnander    | 5977 (5932) | 14,00 s   | 1,83 m | 11,86 m | 26,10 s | 6,09 m | 45,24 m | 2:17,86 |
| 10   | Marcela Koblasová    | 5965 (5888) | 14,17 s   | 1,74 m | 14,99 m | 25,15 s | 6,04 m | 40,58 m | 2:24,96 |
| 11   | Marlene Harmon       | 5925 (5833) | 14,17 s   | 1,74 m | 11,91 m | 24,92 s | 6,17 m | 36,06 m | 2:12,16 |
| 12   | Kristine Tånnander   | 5922 (5811) | 14,25 s   | 1,80 m | 12,70 m | 25,13 s | 5,58 m | 39,36 m | 2:12,38 |
| 13   | Anne Kyllönen        | 5866 (5763) | 14,33 s   | 1,80 m | 12,87 m | 25,77 s | 5,88 m | 36,16 m | 2:13,77 |
| 14   | Corinne Schneider    | 5851 (5770) | 14,62 s   | 1,83 m | 12,06 m | 25,81 s | 5,73 m | 46,22 m | 2:19,68 |
| 15   | Florence Picaut      | 5766 (5659) | 13,85 s   | 1,80 m | 12,08 m | 25,64 s | 5,90 m | 32,98 m | 2:19,22 |
| 16   | Terry Genge          | 5739 (5607) | 13,99 s   | 1,59 m | 11,96 m | 25,21 s | 5,92 m | 39,26 m | 2:14,53 |
| 17   | Helena Otahalová     | 5721 (5583) | 14,10 s   | 1,74 m | 12,92 m | 24,95 s | 5,58 m | 38,68 m | 2:26,42 |
| 18   | Melitta Aigner       | 5629 (5471) | 15,39 s   | 1,65 m | 14,13 m | 26,18 s | 5,52 m | 42,88 m | 2:16,47 |
| 19   | Dalila Tayebi        | 4976 (4759) | 15,55 s   | 1,65 m | 9,95 m  | 25,72 s | 5,71 m | 26,46 m | 2:31,55 |
| 20   | Patricia Meighan     | 3955 (3659) | 17,96 s   | 1,41 m | 8,23 m  | 26,08 s | 4,10 m | 19,86 m | 2:20,10 |
| –    | Jane Frederick       | DNF         | 13,72 s   | 1,83 m | 14,75 m | 25,16 s | 6,00 m | 45,62 m | DNS     |
| –    | Judy Livermore       | DNF         | 13,23 s   | 1,92 m | 13,85 m | 24,93 s | 6,16 m | NM      | DNS     |
| –    | Conceição Geremias   | DNF         | 14,03 s   | 1,74 m | 13,35 m | 24,88 s | 5,85 m | NM      | DNS     |
| –    | Jackie Joyner        | DNF         | 13,69 s   | 1,86 m | 12,73 m | 23,73 s | DNS    |         |         |
| –    | Zeina Mina           | DNF         | 16,15 s   | 1,53 m | DNS     |         |        |         |         |
| –    | Natalja Szubienkowa  | DNF         | 14,12 s   | DNS    |         |         |        |         |         |